# Geórgia nos Jogos Olímpicos de Verão de 2008
A Geórgia participou dos Jogos Olímpicos de Verão de 2008, em Pequim, na China. O país estreou nos Jogos em 1996 e esta foi sua quarta aparição. Atletas georgianos compuseram equipes da União Soviética entre 1952 e 1988 e da Equipe Unificada em 1992.
Durante os Jogos Olímpicos, a delegação da Geórgia encontrou adversidades fora do âmbito esportivo. Devido ao início da guerra na Ossétia do Sul envolvendo o país e a Rússia, o Comitê Olímpico local ameaçou retirar-se dos Jogos por conta do conflito. A delegação acabou mantendo-se nos Jogos, onde conquistou três medalhas de ouro e três medalhas de bronze, sendo quatro delas na luta.

## Medalhas
| Atleta               | Esporte | Evento                           | Medalha |
| -------------------- | ------- | -------------------------------- | ------- |
| Manuchar Kvirkelia   | Lutas   | Greco-romana até 74 kg masculino | Ouro    |
| Irakli Tsirekidze    | Judô    | Até 90 kg masculino              | Ouro    |
| Revazi Mindorashvili | Lutas   | Livre até 84 kg masculino        | Ouro    |
| Otar Tushishvili     | Lutas   | Livre até 66 kg masculino        | Bronze  |
| George Gogshelidze   | Lutas   | Livre até 96 kg masculino        | Bronze  |
| Nino Salukvadze      | Tiro    | Pistola de ar 10 m feminino      | Bronze  |

## Desempenho

### Atletismo
Masculino
| Atletas        | Evento              | Preliminares | Preliminares | Quartas | Quartas | Semifinal   | Semifinal   | Final       | Final       |
| Atletas        | Evento              | Marca        | Posição      | Marca   | Posição | Marca       | Posição     | Marca       | Posição     |
| -------------- | ------------------- | ------------ | ------------ | ------- | ------- | ----------- | ----------- | ----------- | ----------- |
| David Ilariani | 110 m com barreiras | 13s75        | 29º          | 13s74   | 28º     | Não avançou | Não avançou | Não avançou | Não avançou |

Feminino
| Atletas             | Evento            | Preliminares | Preliminares | Final       | Final       |
| Atletas             | Evento            | Marca        | Posição      | Marca       | Posição     |
| ------------------- | ----------------- | ------------ | ------------ | ----------- | ----------- |
| Mariam Kevkhishvili | Arremesso de peso | 15,99m       | 30º          | Não avançou | Não avançou |

### Boxe
| Atleta           | Evento     | Fase de 32                 | Fase de 16                | Quartas                | Semifinais             | Final                  |
| Atleta           | Evento     | Adversário e resultado     | Adversário e resultado    | Adversário e resultado | Adversário e resultado | Adversário e resultado |
| ---------------- | ---------- | -------------------------- | ------------------------- | ---------------------- | ---------------------- | ---------------------- |
| Nikoloz Izoria   | Peso pena  | BOT T. Batshegi V PTS 14:4 | AZE S. Imranov D PTS 9:18 | Não avançou            | Não avançou            | Não avançou            |
| Kakhaber Zhvania | Peso médio | USA D. Andrade D PTS 9:11  | Não avançou               | Não avançou            | Não avançou            | Não avançou            |

### Ginástica artística
Masculino
| Atleta         | Evento           | Aparelho | Aparelho | Aparelho       | Aparelho | Aparelho       | Aparelho  | Qualificação | Qualificação | Final       | Final       |
| Atleta         | Evento           | Salto    | Solo     | Cav. com alças | Argolas  | Bar. paralelas | Bar. fixa | Total        | Pos.         | Total       | Pos.        |
| -------------- | ---------------- | -------- | -------- | -------------- | -------- | -------------- | --------- | ------------ | ------------ | ----------- | ----------- |
| Ilia Giorgadze | Individual geral |          | 14,625   |                |          | 15,150         |           | 29,775       | 90º          | Não avançou | Não avançou |

### Ginástica de trampolim
Feminino
| Atleta        | Prova      | Eliminatórias | Eliminatórias | Final  | Final |
| Atleta        | Prova      | Pontos        | Pos.          | Pontos | Pos.  |
| ------------- | ---------- | ------------- | ------------- | ------ | ----- |
| Luba Golonvia | Individual | 64,90         | 5º            | 36,10  | 6º    |

### Halterofilismo
Masculino
| Atleta           | Evento | Arranque (kg) | Arremesso (kg) | Total (kg)    | Posição       |
| ---------------- | ------ | ------------- | -------------- | ------------- | ------------- |
| Rauli Tsirekidze | -85kg  | 143,0         | Não completou  | Não completou | Não completou |
| Arsen Kasabiev   | -94kg  | 176,0         | 223,0          | 399,0         | 4º            |
| Albert Kuzilov   | -105kg | 182,0         | 227,0          | 409,0         | 6º            |

### Judô
Masculino
| Atleta               | Evento  | Preliminares            | Fase de 32                  | Fase de 16                   | Quartas                     | Semifinais                 | Repescagem                  | Repescagem               | Repescagem                | Final                                        | Final           |
| Atleta               | Evento  | Preliminares            | Fase de 32                  | Fase de 16                   | Quartas                     | Semifinais                 | 1ª fase                     | Quartas                  | Semifinais                | Final                                        | Final           |
| Atleta               | Evento  | Adversário e resultado  | Adversário e resultado      | Adversário e resultado       | Adversário e resultado      | Adversário e resultado     | Adversário e resultado      | Adversário e resultado   | Adversário e resultado    | Adversário e resultado                       | Pos.            |
| -------------------- | ------- | ----------------------- | --------------------------- | ---------------------------- | --------------------------- | -------------------------- | --------------------------- | ------------------------ | ------------------------- | -------------------------------------------- | --------------- |
| Nestor Khergiani     | -60 kg  |                         | FRA D. Dragin D 0010-0101   |                              |                             |                            | ISR G. Yekutiel D 0000-0001 | Não avançou              | Não avançou               | Não avançou                                  | Não avançou     |
| Zaza Kedelashvili    | -66 kg  |                         | HUN M. Ungvari D 0000-1000  | Não avançou                  | Não avançou                 | Não avançou                | Não avançou                 | Não avançou              | Não avançou               | Não avançou                                  | Não avançou     |
| David Kevkhishvili   | -73 kg  |                         | MDA S. Toma V 0021-0010     | PRK Kim C-S. D 0110-0111     | Não avançou                 | Não avançou                | Não avançou                 | Não avançou              | Não avançou               | Não avançou                                  | Não avançou     |
| Saba Gavashelishvili | -81 kg  | POR J. Neto D 0000-1010 | Não avançou                 | Não avançou                  | Não avançou                 | Não avançou                | Não avançou                 | Não avançou              | Não avançou               | Não avançou                                  | Não avançou     |
| Irakli Tsirekidze    | -90 kg  |                         |                             | EGY H. Mesbah V 0010-0001    | AZE E. Mammadov V 1000-0000 | RUS I. Pershin V 1002-0000 |                             |                          |                           | ALG A. Benikhlef V 0001-0000                 | Medalha de ouro |
| Levan Zhorzholiani   | -100 kg |                         | GBR P. Cousins V 0010-0000  | AZE M. Miraliyev D 0000-1010 |                             |                            | ALG H. Azzoun V 1001-0001   | ROU D. Brata V 1001-0000 | KOR Jang S-H. V 0021-0020 | Disputa pelo bronze NED H. Grol D 0000-0020  | 5º              |
| Lasha Gujejiani      | +100 kg |                         | GUM R. Blas Jr. V 0200-0000 | USA D. McCormick V 1000-0000 | IRI M. Roudaki V 0011-0000  | JPN S. Ishii D 0000-1011   |                             |                          |                           | Disputa pelo bronze FRA T. Riner D 0000-1011 | 5º              |

### Lutas
Greco-romana
| Atleta             | Evento | Preliminar                      | Oitavas de final              | Quartas de final            | Semifinal                    | Repescagem 1ª rodada   | Repescagem 2ª rodada   | Final                   | Final           |
| Atleta             | Evento | Adversário e resultado          | Adversário e resultado        | Adversário e resultado      | Adversário e resultado       | Adversário e resultado | Adversário e resultado | Adversário e resultado  | Pos.            |
| ------------------ | ------ | ------------------------------- | ----------------------------- | --------------------------- | ---------------------------- | ---------------------- | ---------------------- | ----------------------- | --------------- |
| Lasha Gogitadze    | -55 kg |                                 | CHN Jiao H. V 2-0, 2-0        | ARM R. Amoyan D 1-4, 2-3    | Não avançou                  | Não avançou            | Não avançou            | Não avançou             | Não avançou     |
| David Bedinadze    | -60 kg | BUL A. Nazarian D 1-1, 1-4, 0-5 | Não avançou                   | Não avançou                 | Não avançou                  | Não avançou            | Não avançou            | Não avançou             | Não avançou     |
| Manuchar Kvirkelia | -74 kg |                                 | FRA C. Guenot V 5-0, 5-0      | GER K. Schneider V 3-0, 5-0 | HUN P. Bácsi V 2-1, 2-5, 3-0 |                        |                        | CHN Chang Y. V 6-0, 4-0 | Medalha de ouro |
| Badri Khasaia      | -84 kg |                                 | TUR N. Avluca D 0-4, 1-1      | Não avançou                 | Não avançou                  | Não avançou            | Não avançou            | Não avançou             | Não avançou     |
| Ramaz Nozadze      | -96 kg |                                 | GRE T. Tounousidis V 1-1, 2-2 | CZE M. Švec D 1-1, 1-1, 1-2 | Não avançou                  | Não avançou            | Não avançou            | Não avançou             | Não avançou     |

Livre masculino
| Atleta               | Evento | Preliminar             | Oitavas de final                     | Quartas de final              | Semifinal                      | Repescagem 1ª rodada   | Repescagem 2ª rodada      | Final                                          | Final             |
| Atleta               | Evento | Adversário e resultado | Adversário e resultado               | Adversário e resultado        | Adversário e resultado         | Adversário e resultado | Adversário e resultado    | Adversário e resultado                         | Pos.              |
| -------------------- | ------ | ---------------------- | ------------------------------------ | ----------------------------- | ------------------------------ | ---------------------- | ------------------------- | ---------------------------------------------- | ----------------- |
| Besarion Gochashvili | -55 kg |                        | ROU P. Toarcă V 3-0, 3-0             | USA H. Cejudo D 3-1, 2-3, 0-3 |                                |                        | BUL R. Velikov D 0-1, 1-2 | Não avançou                                    | Não avançou       |
| Otar Tushishvili     | -66 kg |                        | JPN K. Ikematsu V 4-1, 0-3, 1-0      | BUL S. Barzakov V 3-0, 2-0    | TUR R. Şahin D 0-1, 1-3        |                        |                           | Disputa pelo bronze: CUB G. Garzón V 3-0, 1-1  | Medalha de bronze |
| Gela Saghirashvili   | -74 kg |                        | GBS A. Midana V 1-0, 2-1             | BLR M. Gaidarov D 0-1, 0-1    | Não avançou                    | Não avançou            | Não avançou               | Não avançou                                    | Não avançou       |
| Revaz Mindorashvili  | -84 kg |                        | GER D. Bichinashvili V 1-4, 2-0, 3-1 | ARM H. Yenokyan V 2-0, 2-0    | RUS G. Ketoyev V 4-2, F        |                        |                           | TJK Y. Abdusalomov V 2-3, 3-0, 4-0             | Medalha de ouro   |
| Georgi Gogshelidze   | -96 kg |                        | KGZ A. Krupnyakov V 1-0, 1-0         | IRI S. Ebrahimi V 3-0, 1-0    | KAZ T. Tigiyev D 1-1, 1-0, 0-2 |                        |                           | Disputa pelo bronze: CUB M. Batista V 1-0, 4-0 | Medalha de bronze |

### Natação
Masculino
| Atleta(s)         | Evento      | Eliminatórias | Eliminatórias | Semifinal   | Semifinal   | Final       | Final       |
| Atleta(s)         | Evento      | Tempo         | Posição       | Tempo       | Posição     | Tempo       | Posição     |
| ----------------- | ----------- | ------------- | ------------- | ----------- | ----------- | ----------- | ----------- |
| Irakli Revishvili | 200 m livre | 1m53s60       | 53º           | Não avançou | Não avançou | Não avançou | Não avançou |

Feminino
| Atleta(s)     | Evento      | Eliminatórias | Eliminatórias | Semifinal   | Semifinal   | Final       | Final       |
| Atleta(s)     | Evento      | Tempo         | Posição       | Tempo       | Posição     | Tempo       | Posição     |
| ------------- | ----------- | ------------- | ------------- | ----------- | ----------- | ----------- | ----------- |
| Ann Salnikova | 100 m peito | 1m21s70       | 48º           | Não avançou | Não avançou | Não avançou | Não avançou |

### Tiro
Feminino
| Atleta          | Evento             | Qualificação | Qualificação | Final       | Final       | Posição           |
| Atleta          | Evento             | Placar       | Posição      | Placar      | Total       | Posição           |
| --------------- | ------------------ | ------------ | ------------ | ----------- | ----------- | ----------------- |
| Nino Salukvadze | Pistola de ar 10 m | 386          | 4º           | 101,4       | 427,4       | Medalha de bronze |
| Nino Salukvadze | Pistola livre 25 m | 580          | 16º          | Não avançou | Não avançou | 16º               |

### Tiro com arco
As duas arqueiras da Geórgia classificaram-se para os Jogos ao conquistarem a vaga no Campeonato Mundial Outdoor 2007.
Feminino
| Atleta              | Evento     | Fase de Ranking | Fase de Ranking | Fase de 64                       | Fase de 32                         | Oitavas                 | Quartas                | Semifinais             | Final                  | Final       |
| Atleta              | Evento     | Placar          | Chave           | Adversário e resultado           | Adversário e resultado             | Adversário e resultado  | Adversário e resultado | Adversário e resultado | Adversário e resultado | Posição     |
| ------------------- | ---------- | --------------- | --------------- | -------------------------------- | ---------------------------------- | ----------------------- | ---------------------- | ---------------------- | ---------------------- | ----------- |
| Kristina Esebua     | Individual | 643             | 17º             | JPN Y. Hayashi V 102 (9)-102 (8) | GRE E. Romantzi D 102 (9)-102 (10) | Não avançou             | Não avançou            | Não avançou            | Não avançou            | Não avançou |
| Khatuna Narimanidze | Individual | 663             | 4º              | BHU D. Dema V 107-97             | VEN L. Brito V 111-98              | MEX M. Avitia D 108-109 | Não avançou            | Não avançou            | Não avançou            | Não avançou |

### Voleibol de praia
Masculino
| Atleta                                   | Fase de grupos | Fase de grupos | Oitavas de final                                          | Quartas de final                                  | Semifinais                                         | Final                                                            |
| Atleta                                   | Adversário e resultado | Pos.           | Adversário e resultado                                    | Adversário e resultado                            | Adversário e resultado                             | Adversário e resultado                                           |
| ---------------------------------------- | --- | -------------- | --------------------------------------------------------- | ------------------------------------------------- | -------------------------------------------------- | ---------------------------------------------------------------- |
| Renato "Geor" Gomes Jorge "Gia" Terceiro | AUS A. Schacht/J. Slack D 0 - 2 (17-21; 19-21) BRA R. Santos/E. Rego D 0 - 2 (19-21; 17-21) ANG E. Fernandes/M. Abreu V 2 - 0 (21-14; 21-13) | 3º (gr. C)     | AUT C. Doppler/P. Gartmayer V 2 - 1 (19-21; 21-16; 15-13) | NED R. Nummerdor/R. Schuil V 2 - 0 (21-19; 21-19) | USA T. Rogers/P. Dalhausser D 0 - 2 (11-21; 13-21) | Decisão do 3º lugar BRA R. Santos/E. Rego D 0 - 2 (15-21; 10-21) |

Feminino
| Atleta                                             | Fase de grupos | Fase de grupos | Oitavas de final       | Quartas de final       | Semifinais             | Final                  |
| Atleta                                             | Adversário e resultado | Pos.           | Adversário e resultado | Adversário e resultado | Adversário e resultado | Adversário e resultado |
| -------------------------------------------------- | --- | -------------- | ---------------------- | ---------------------- | ---------------------- | ---------------------- |
| Cristine "Saka" Santanna Andrezza "Rtvelo" Martins | BRA L. França/A. Connelly D 1 - 2 (25-23; 17-25; 5-15) AUS T. Barnett/N. Cook D 0 - 2 (18-21; 12-21) RUS N. Uryadova/A. Shiryaeva V 2 - 1 (10-21; 22-10; 15-12) Repescagem BEL L. Van Breedam/L. Mouha D 0 - 2 (13-21; 19-21) | 3º (gr. C)     | Não avançou            | Não avançou            | Não avançou            | Não avançou            |